# Hamoud Al-Shemmari
Hamoud Al-Shemmari (Kuwait; 26 de septiembre de 1960) es un exfutbolista de Kuwait que jugaba en la posición de defensa.

## Carrera

### Club
Jugó toda su carrera con el Kazma SC de 1977 a 1990, con el que fue campeón nacional en dos ocasiones y cuatro copas incluyendo la Copa de Clubes Campeones del Golfo de 1987.

### Selección nacional
Jugó para Kuwait en 68 partidos entre 1979 y 1990 sin anotar goles, participó en la Copa Mundial de Fútbol de 1982, en los Juegos Olímpicos de Moscú 1980, en dos ediciones de la Copa Asiática y en dos ediciones de los Juegos Asiáticos.

## Logros

### Club
- Liga Premier de Kuwait: 2

1986, 1987
- Copa del Emir de Kuwait: 3

1982, 1984, 1990
- Copa de Clubes Campeones del Golfo: 1

1987

### Selección nacional
- Copa Asiática: 1

1980